# Rituales de la muerte en Surinam
Los rituales de la muerte en Surinam son una expresión de las creencias religiosas en este país de Sudamérica. En la tradición afro-surinamés no se cree que con la muerte un ser desaparezca por completo, más bien se cree que el alma después de la muerte vive para siempre de otra forma. Para hacer la transición de la vida terrenal a la otra vida de forma correcta, el alma de un difunto debe separarse del cuerpo de la persona fallecida y debe decir adiós a la existencia terrenal. Los rituales de la muerte de Surinam son ritos tradicionales que ayudan a que este proceso se cumpla de manera correcta.

## La tradición y la función
Los rituales de muerte son parte de la cultura de la religión winti: para mantener el equilibrio entre lo terrenal y lo sobrenatural - los espíritus de los muertos de la lata de muchas maneras en esta vida se aplican - debe ser cumplir con las reglas y prácticas espirituales.
Además de cumplir una función espiritual que permite el paso de lo terrenal a la otra vida, los rituales de la muerte también poseen un sentido psicológico en el proceso de duelo. También desempeñan una función social: los rituales funerarios son acompañados por personas especialmente solicitadas y competentes, y a menudo tiene lugar un gran número de visitas de familiares, amigos y conocidos.

## Desarrollo
La religión popular winti y por lo tanto afrosurinamés y la fe en el ejercicio de los rituales de la muerte se ve influenciada por la colonización y la llegada del cristianismo. La relación entre el cristianismo, el winti y la opresión colonial, resulta que a veces se observe un tabú con respecto al ejercicio de este tipo de actos. Además, a causa de su elevado costo los rituales de este tipo no son muy frecuentes, a menudo se desvían de los rituales de transición tradicionales o se lleva a cabo en una forma que difiere de la forma tradicional.